# 若山牧水
若山牧水（日语：／ Wakayama Bokusui，1885年8月24日—1928年9月17日），本名若山繁，號牧水，出生於宮崎縣東臼杵郡東鄉村，是一位戰前日本歌人。

## 生平
1885年（明治18年）8月24日，若山繁出生於宮崎縣東臼杵郡東鄉村（現在為日向市），是當地醫師若山立藏的長子。
1899年（明治32年），入讀宮崎縣立延岡中學校，開始創作短歌和俳句。
18歲的時候取號「牧水」，原因是「用他當時最愛的兩種事物合而為一。『牧』是媽媽的名字。『水』是因為家的附近積聚溪雨匯集成水而來」。
1904年（明治37年）入讀早稻田大學文學系，與當時的同級生北原射水（後來的白秋）、中林蘇水是好朋友，被合稱為「早稻田之三水」。1908年（明治41年）於早稻田大學英文系畢業。同年7月出版處女歌集《海之聲》，翌年1909年（明治42年）便加入了中央新聞社。經歷五個月後，牧水退社，拜當時的著名詩人、學者尾上柴舟為師。
1911年（明治44年）營辦創作社，並成為詩歌雜誌《創作》的負責人。這一年，透過歌人太田水穂，認識了從鹽尻上京的女歌人太田喜志子（1888－1968），亦即是牧山後來的妻子。1912年（明治45年）在石川啄木的晚年與他成為好友。同年，由太田水穂作媒人，牧水與喜志子結婚。1913年（大正2年）誕下長子若山旅人（たびと）。之後再生下2女1男。
1920年（大正9年），牧山因為酷愛沼津的大自然，尤其是被靜岡縣的「千本松原」景觀吸引了，舉家遷往沼津定居。1926年（大正15年）創作詩歌雜誌《詩歌時代》。同年，靜岡縣政府計劃在「千本松原」採伐木材，牧水大為反對，發起「千本松原保存運動」，帶領有關人士不斷寫作新聞稿，向政府反對相關計劃，最終成功令計劃中止。1927年（昭和2年）與妻子一起到朝鮮旅行，在2個月間遊玩了珍島、金剛山，可是這次旅程，卻令牧水的身體出了問題，結果要提前結束旅程回國。翌年1928年9月，牧水因曬太陽導致的足部曬傷，引發連串腹瀉、發燒，令身體情況變得極為衰弱。最終，牧水因急性腸胃炎及肝硬化併發症，最終於9月17日在沼津市的家中逝世，享年43歲。最後下葬於沼津市千本山乘運寺，戒名古松院仙譽牧水居士。
牧水死後，妻子若山喜志子繼承了丈夫的詩歌雑誌《創作》，長子若山旅人亦成為了一位歌人，並擔任沼津市若山牧水記念館第二代館長。牧水在短歌方面在幾位出色的弟子：長谷川銀作、大橋松平、黒田忠次郎、大悟法利雄、山下秀之助等。
牧水亦擅長書法，常常為自己創作的短歌動筆揮毫。另外，他亦是一名以嚐酒知名的酒豪，據說每天都會飲用一升酒，正因如此，才導致了他最終因為肝硬化而離世。

## 作家點評
若山牧水是一位酷愛旅遊的歌人，他一生中到處周遊，所到之處都會創作歌詠，所以在日本各地都有他的「歌碑」。他尤其喜愛進行「鐵道旅行」，算是日本「鐵道旅行」的先驅。他深愛大自然，尤其是他最後遊歷的沼津千本松原及富士山，至今的和歌詩集中仍保存了很多因「千本松原保存運動」而創作的「富士之歌」，推動了自然主義文學的短歌創作。

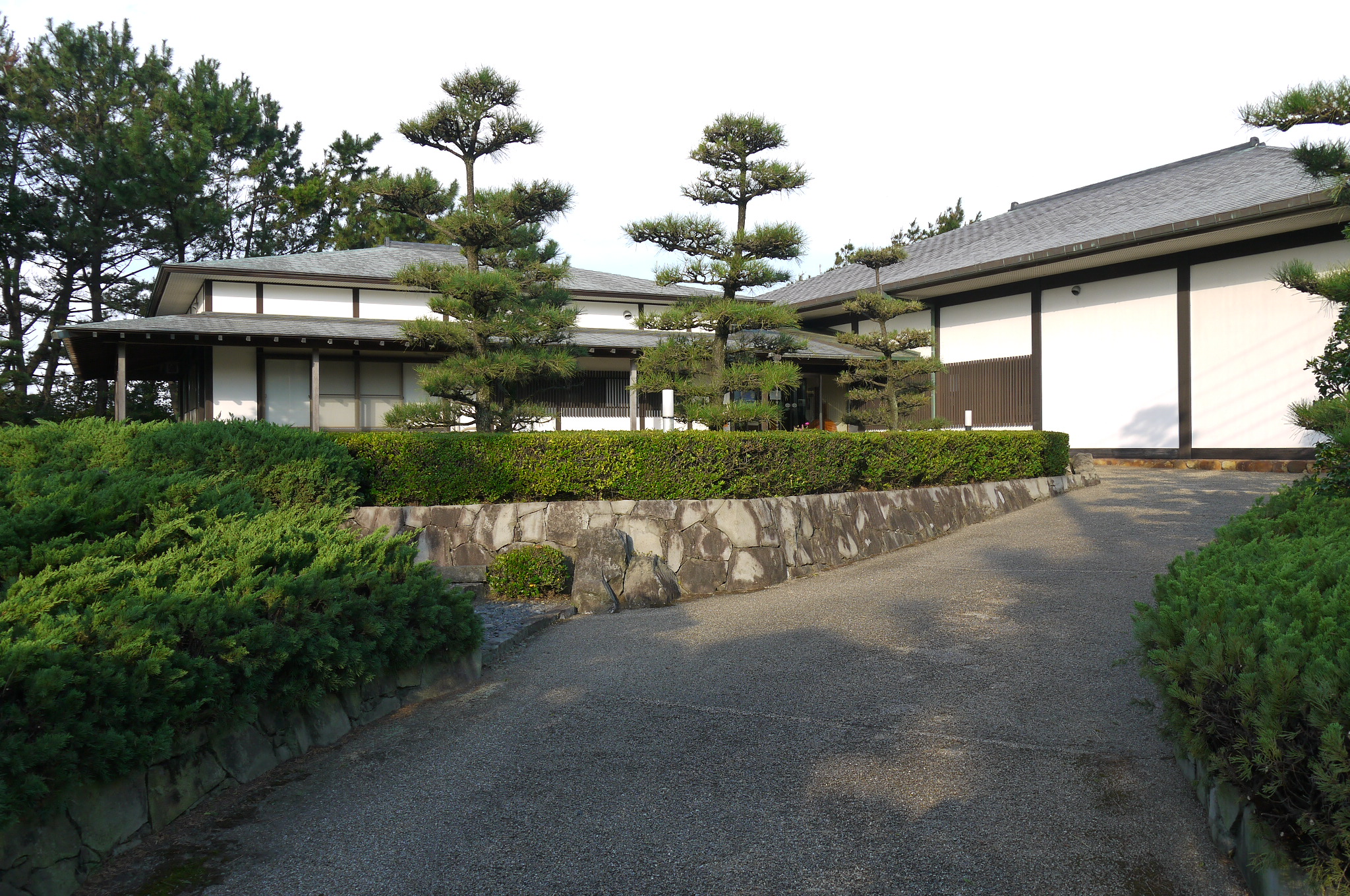
沼津市若山牧水記念館

牧水曾數次到訪埼玉縣秩父市一帶，留下了許多和歌及遊記，所以秩父市的羊山公園中有一道「牧水瀑布（牧水の滝）」，以牧水命名，旁邊還有一座歌碑，上面刻有牧水的一節短歌「秩父町出はづれ来れば機をりのうたごゑつゞく古りし家竝に」，抒頌秩父市的春天。

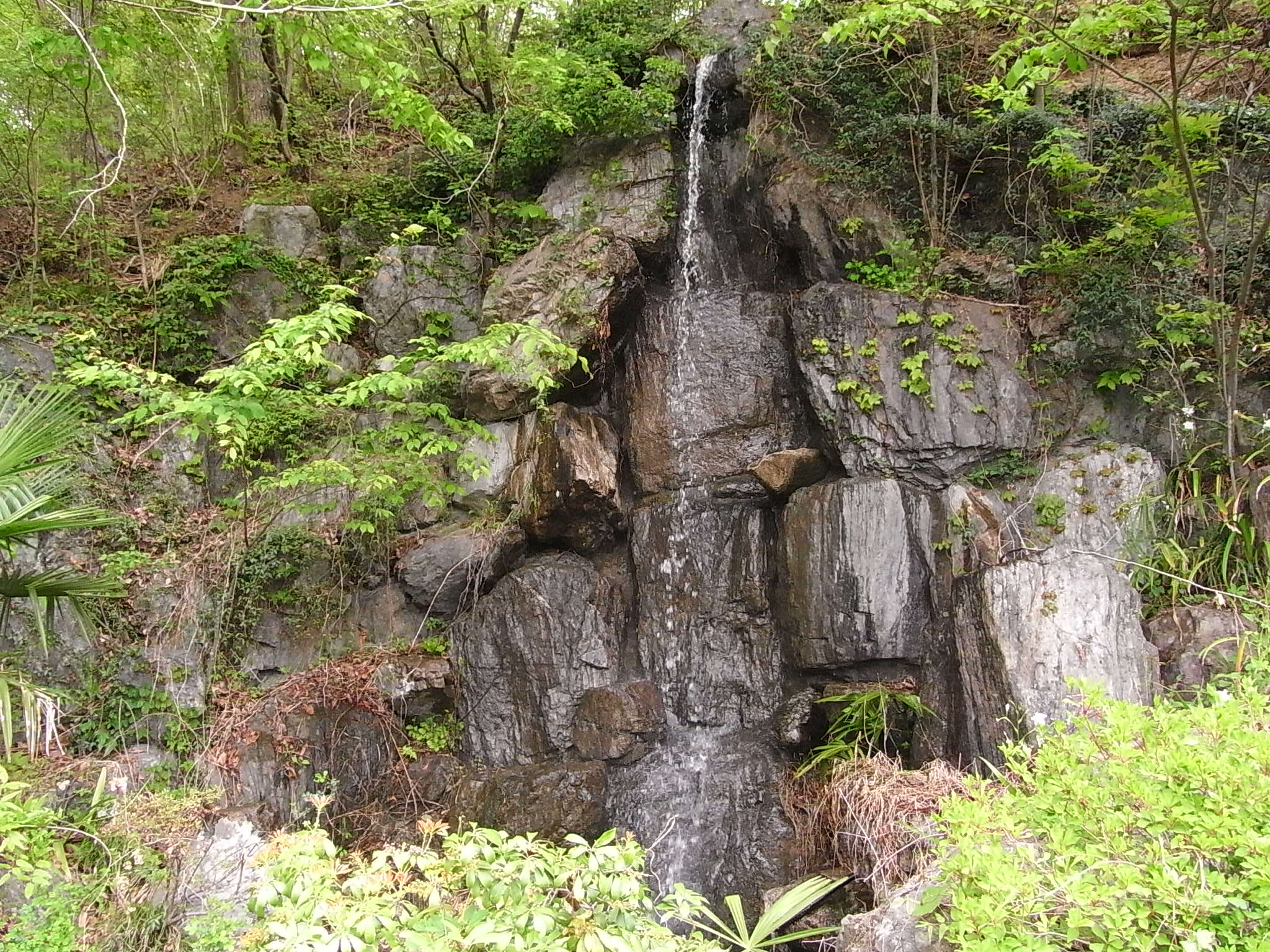
羊山公園「牧水瀑布」（攝於埼玉縣秩父市2009年4月24日）

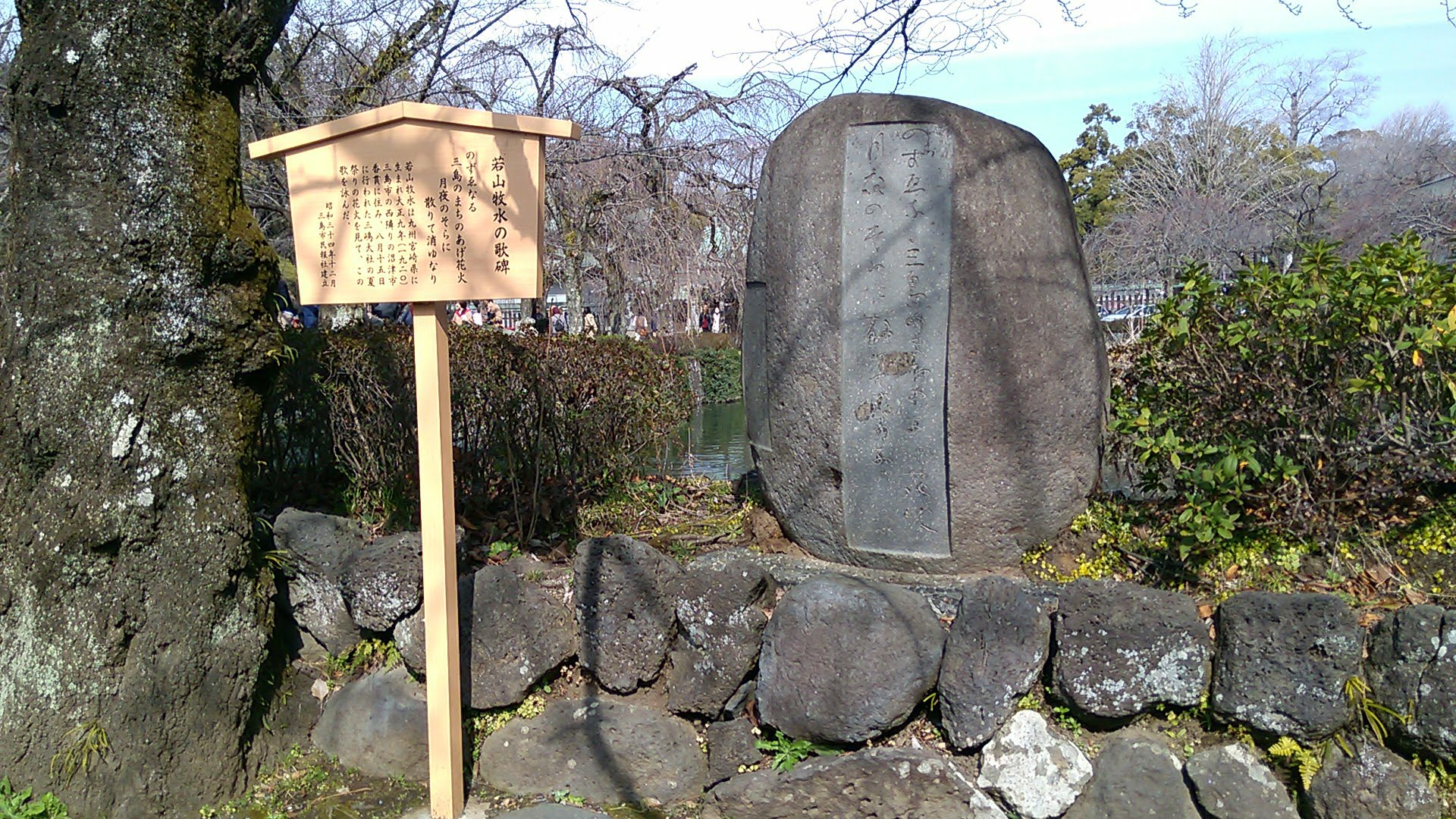
牧水的歌碑（靜岡縣三島市三島大社）『のずゑなる三島のまちのあげ花火月夜のそらに散りて消ゆなり』

另外，他亦是一名衷情戀愛的歌人。在認識太田喜志子之前，他曾與一名叫園田小枝子的女子熱戀，亦是一時佳話。他愛酒的一面也是相當著名，傳說他曾經說過，他死的時候，如果是盛夏大暑之時，吩咐家人不要對他的屍體進行防腐處理，讓他「讓生命作為酒精浸漬」，令醫生也感到訝異。
牧水的出生地宮崎縣十分重視牧水的成就，為了紀念牧水，自1996年（平成8年）起，設立了獎項「若山牧水賞」頒授給對短歌文學範略有傑出貢獻的學者。
日本文學界定9月17日為「牧水忌」日。

## 作品

### 歌集
- （1908年7月出版）
- （1910年1月出版）
- 《別離（日语：別離 (若山牧水の歌集)）》（1910年4月出版）
- 《路上》（1911年9月出版）
- （1912年9月出版）
- （1913年9月出版）
- （1914年4月出版）
- 《砂丘》（1915年10月出版）
- （1916年6月出版）
- 《白梅集》（1917年8月出版）
- （1918年7月出版）
- （1918年5月出版）
- （1921年3月出版）
- （1923年5月出版）
- （1938年9月出版）

### 紀行
- 《木枯紀行》

### 作品集
- 若山喜志子、大悟法利雄共同編集《若山牧水全集》全13卷，雄雞社（1958年 – 1959年）刊行。
- 後來，「Z會」刊行《若山牧水全集》全13卷，增加1卷補卷（1992年-1993年）。

## 外部連結
- 若山牧水 -Official Web Site- （页面存档备份，存于）
- 沼津市若山牧水記念館 （页面存档备份，存于）
- 若山牧水係 - 日向市首頁 - HYUGA CITY （页面存档备份，存于）
- 若山牧水｜宮崎縣郷土先覺者 （页面存档备份，存于）
- 牧水祭｜（一社）中之條町觀光協會｜群馬縣